# シンフォニーホール

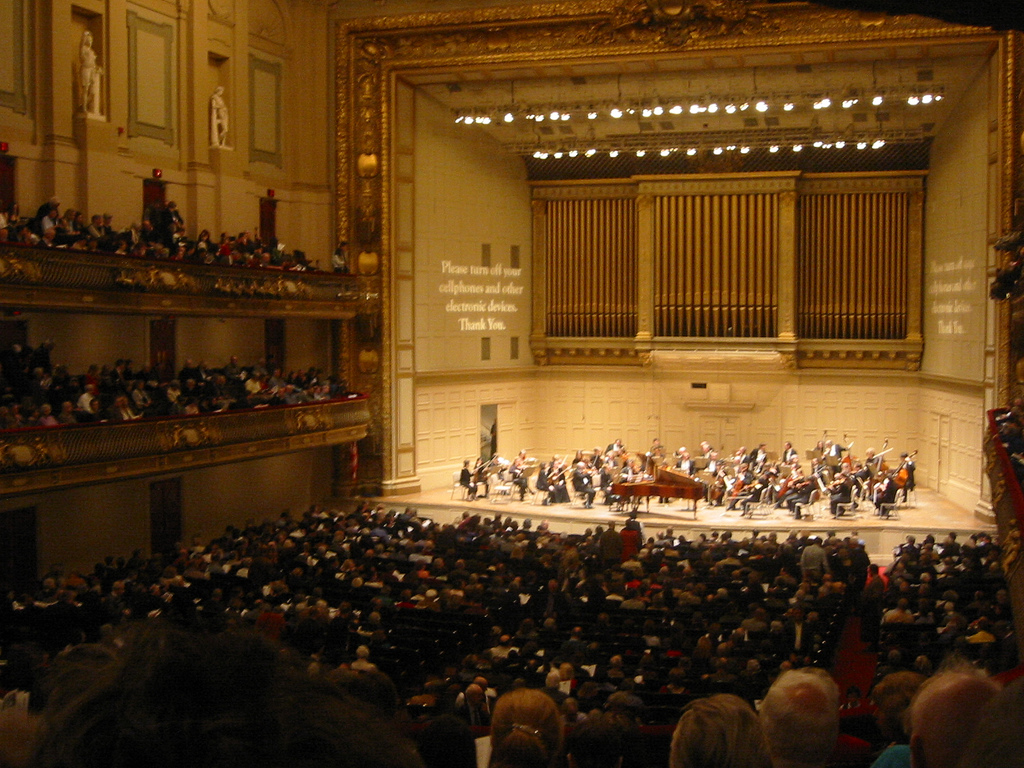
ホール内観

シンフォニーホール（Symphony Hall）は、アメリカ合衆国マサチューセッツ州ボストンにあるコンサートホール。ボストン交響楽団とボストン・ポップス・オーケストラが本拠地としている。

## 概要
シンフォニーホールは、ボストン交響楽団が当時拠点としていたホールが道路工事と地下鉄の建設のために使用できなくなったため建設されることになった。ニューヨークのマッキム、ミード&ホワイト建築設計事務所（英語版該当記事）の設計により、1900年10月15日完成。音響の設計はハーバード大学の若き助教授ウォーレス・クレメント・セイビンが担当した。彼の手によって、世界で初めて科学的な根拠に基づいて音響が設計されたホールとなった。
設計にあたって、ホールの形状は、19世紀においては理想的とされたシューボックス（靴箱）型と決められ、当時、その形式の代表的なコンサートホールの一つである、ライプツィヒ（ドイツ・ザクセン州）の2代目ゲヴァントハウス（その後、第二次世界大戦中の空襲で焼失）をモデルにして、それよりも若干細長く、また天井は高く設計された。
座席には、オーケストラ、ファーストバルコニー、セカンドバルコニーがある。座席の位置による音の聞こえ方の違いが少なく、残響時間が満席時で2秒を保つ音響特性をもち、座席数は、シンフォニーシーズンは2625席、ポップスシーズンは2371席である。
舞台後方には、パイプオルガンが設置されている。
このホールは、ウィーン楽友協会大ホールや、アムステルダムのコンセルトヘボウと同様、現在でも、19世紀からの姿をそのまま残すシューボックス形式のコンサートホールである点から、内外に広く知られている。
近年、世界各地にヴィンヤード型コンサートホールができ、アメリカにもロサンゼルスに、ウォルト・ディズニー・コンサートホールが建設され、綿密に計算された音響特性、ホールの各種最新設備など、ボストンのシンフォニーホールの優位性は、現代においては薄れてきてはいるが、19世紀のシューボックス・コンサートホールの姿、そして様式美を今に伝えており、アメリカが持つ貴重な歴史的建造物の一つと考えられている。